# گذرنامه لسوتویی
گذرنامه لسوتویی (به انگلیسی: Lesotho passport) سند رسمی مسافرتی است که توسط دولت لسوتو برای شهروندان این کشور صادر می‌شود. این گذرنامه برای سفرهای بین‌المللی و همچنین به عنوان مدرک شناسایی و اثبات تابعیت لسوتو استفاده می‌شود.

## ویژگی‌ها
نسخهٔ کنونی گذرنامه لسوتو از تاریخ ۱ ژانویه ۲۰۰۶ به اجرا درآمده‌است و دارای جلدی به رنگ آبی تیره با نشان ملی لسوتو در وسط است. در بالای نشان واژهٔ «LESOTHO» و در پایین آن واژهٔ «PASSPORT» درج شده‌است. این گذرنامه مطابق با استانداردهای ایکائو (ICAO) برای گذرنامه‌های قابل‌خواندن با ماشین طراحی شده‌است.

## انواع گذرنامه
دولت لسوتو انواع مختلفی از گذرنامه را صادر می‌کند:
- گذرنامه عادی – برای شهروندان عادی جهت سفرهای شخصی یا تجاری.
- گذرنامه دیپلماتیک – برای دیپلمات‌ها و مقامات دولتی در مأموریت رسمی.
- گذرنامه خدماتی – برای کارمندان دولتی در سفرهای رسمی.

## شرایط دریافت
افراد دارای تابعیت لسوتو مطابق با قانون تابعیت لسوتو می‌توانند برای دریافت گذرنامه اقدام کنند.

## شرایط ویزا
برپایهٔ شاخص گذرنامه هنلی در سال ۲۰۲۴، دارندگان گذرنامه لسوتو امکان سفر بدون ویزا یا دریافت ویزا هنگام ورود به حدود ۷۴ کشور و قلمرو را دارند.